# وینسفورد
latitudeوینسفوردlongitudeوینسفورد
وینسفورد (به انگلیسی: Winsford) یک منطقهٔ مسکونی در انگلستان است که در شمال غربی انگلستان واقع شده‌است.

## خصوصیات
وینسفورد ۳۰٬۴۸۱ نفر جمعیت دارد.